# Holy Ghost!
Holy Ghost! — американский электропоп-дуэт из Нью-Йорка, образованный в 2007 году. В состав входят Ник Миллхисер и Алекс Франкел.

## История
Миллхисер и Франкел оба выросли в Верхнем Вест-Сайде и вместе учились в начальной школе. Они входили в состав рэп-группы Automato, чей дебютный альбом продюсировали Джеймс Мерфи и Тим Голдсуорси из DFA Records; после его выпуска коллектив распался, а дуэт продолжил заниматься музыкой. Первоначально они следовали стилистике хип-хопа, но затем решили создавать музыку с вокалом и поп-аранжировками. Название группы было придумано незадолго до выпуска сингла «Hold On» в ноябре 2007 года. В Resident Advisor трек был описан как «одна из самых запоминающихся песенок в духе итало-диско из тех, что вы, вероятно, слышали в этом году».
Дуэт продолжал работать над различными ремиксами для Моби, Cut Copy и MGMT. Их второй сингл «I Will Come Back» первоначально был выпущен в сотрудничестве с Green Label Sound, лейбле Mountain Dew. Видеосопровождение к синглу представляло собой покадрово переснятый видеоклип к песне New Order «Confusion». Песня позже вошла в мини-альбом Static on the Wire, изданный 18 мая 2010 года. Музыканты начали выступать и участвовали в совместном турне с LCD Soundsystem.
Holy Ghost! выпустили одноимённый дебютный альбом 2 апреля 2011 года.